# Amphineurus flexuosus
Amphineurus (Amphineurus) flexuosus là một loài ruồi trong họ Limoniidae. Chúng phân bố ở miền Australasia.